# Algorytm Dijkstry
Algorytm Dijkstry, opracowany przez holenderskiego informatyka Edsgera Dijkstrę, służy do znajdowania najkrótszych ścieżek z wybranego wierzchołka do pozostałych wierzchołków w grafie o nieujemnych wagach krawędzi.

## Działanie
Mając dany graf z wyróżnionym wierzchołkiem (źródłem) algorytm znajduje odległości od źródła do wszystkich pozostałych wierzchołków. Łatwo zmodyfikować go tak, aby szukał wyłącznie (najkrótszej) ścieżki do jednego ustalonego wierzchołka, po prostu przerywając działanie w momencie dojścia do wierzchołka docelowego, bądź transponując tablicę incydencji grafu.
Algorytm Dijkstry znajduje w grafie wszystkie najkrótsze ścieżki pomiędzy wybranym wierzchołkiem a wszystkimi pozostałymi, przy okazji wyliczając również koszt przejścia każdej z tych ścieżek.
Algorytm Dijkstry jest przykładem algorytmu zachłannego.

## Algorytm
Przez {\displaystyle s} oznaczamy wierzchołek źródłowy, {\displaystyle w(i,j)} to waga krawędzi {\displaystyle (i,j)} w grafie.
- Stwórz tablicę {\displaystyle d} odległości od źródła dla wszystkich wierzchołków grafu. Na początku {\displaystyle d[s]=0,} zaś {\displaystyle d[v]=\infty } dla wszystkich pozostałych wierzchołków.
- Utwórz kolejkę priorytetową {\displaystyle Q} wszystkich wierzchołków grafu. Priorytetem kolejki jest aktualnie wyliczona odległość od wierzchołka źródłowego {\displaystyle s.}
- Dopóki kolejka nie jest pusta:
  - Usuń z kolejki wierzchołek {\displaystyle u} o najniższym priorytecie (wierzchołek najbliższy źródła, który nie został jeszcze rozważony)
  - Dla każdego sąsiada {\displaystyle v} wierzchołka {\displaystyle u} dokonaj relaksacji poprzez {\displaystyle u{:}} jeśli {\displaystyle d[u]+w(u,v)<d[v]} (poprzez {\displaystyle u} da się dojść do {\displaystyle v} szybciej niż dotychczasową ścieżką), to {\displaystyle d[v]:=d[u]+w(u,v).}

Na końcu tablica {\displaystyle d} zawiera najkrótsze odległości do wszystkich wierzchołków.
Dodatkowo możemy w tablicy poprzednik przechowywać dla każdego wierzchołka numer jego bezpośredniego poprzednika na najkrótszej ścieżce, co pozwoli na odtworzenie pełnej ścieżki od źródła do każdego wierzchołka – przy każdej relaksacji w ostatnim punkcie {\displaystyle u} staje się poprzednikiem {\displaystyle v.}

## Zastosowanie
Z algorytmu Dijkstry można skorzystać przy obliczaniu najkrótszej drogi do danej miejscowości. Wystarczy przyjąć, że każdy z punktów skrzyżowań dróg to jeden z wierzchołków grafu, a odległości między punktami to wagi krawędzi.
Jest często używany w sieciach komputerowych, np. przy trasowaniu (przykładowo w protokole OSPF).

## Pseudokod
```
Dijkstra(
G
,
w
,
s
):
   
dla każdego
 wierzchołka v w V[G] 
wykonaj

      d[v] := nieskończoność
      poprzednik[v] := niezdefiniowane
   d[s] := 0
   Q := V
   
dopóki
 Q niepuste 
wykonaj

      u := Zdejmij_Min(Q)
      
dla każdego
 wierzchołka v – sąsiada u 
wykonaj

         
jeżeli
 d[v] > d[u] + w(u, v) 
to

            d[v] := d[u] + w(u, v)
            poprzednik[v] := u
 

   Wyświetl("Droga wynosi: " + d[v])
```

## Dowód poprawności
Oznaczmy przez {\displaystyle S} zbiór wierzchołków, które zostały już zdjęte z kolejki. Dowód opiera się na następujących dwóch faktach (niezmiennikach), prawdziwych przez cały czas trwania algorytmu:
1. Dla każdego wierzchołka {\displaystyle v\in S,} liczba {\displaystyle d[v]} jest długością najkrótszej ścieżki od {\displaystyle s} do {\displaystyle v.}
2. Dla każdego wierzchołka {\displaystyle v\notin S,} {\displaystyle d[v]} jest długością najkrótszej ścieżki do {\displaystyle v} prowadzącej tylko przez wierzchołki z {\displaystyle S.}

Na początku oba fakty są oczywiste ({\displaystyle S} jest zbiorem pustym). Przy zdejmowaniu wierzchołka {\displaystyle u} z kolejki wiemy, na podstawie faktu 2, że nie da się do niego dojść żadną krótszą drogą przez wierzchołki z {\displaystyle S.} Z drugiej strony, ponieważ {\displaystyle u} ma najniższy priorytet, przejście przez jakikolwiek inny wierzchołek spoza {\displaystyle S} dałoby od razu co najmniej tak samo długą ścieżkę. A zatem dołączając wierzchołek {\displaystyle u} do {\displaystyle S,} zachowujemy prawdziwość faktu 1. Następnie musimy uwzględnić fakt, że najkrótsza ścieżka do jakiegoś wierzchołka {\displaystyle v} po wierzchołkach z nowego zbioru {\displaystyle S} może teraz zawierać wierzchołek {\displaystyle u.} Ale wtedy musi on być ostatnim na niej wierzchołkiem (do każdego innego dałoby się dojść krócej, nie używając {\displaystyle u}), a zatem jej długość równa jest {\displaystyle d[u]+w(u,v)} i zostanie prawidłowo obliczona w następnym kroku algorytmu.

## Złożoność
Złożoność obliczeniowa algorytmu Dijkstry zależy od liczby {\displaystyle V} wierzchołków i {\displaystyle E} krawędzi grafu. O rzędzie złożoności decyduje implementacja kolejki priorytetowej:
- wykorzystując „naiwną” implementację poprzez zwykłą tablicę, otrzymujemy algorytm o złożoności {\displaystyle O(V^{2})}
- w implementacji kolejki poprzez kopiec złożoność wynosi {\displaystyle O(E\log V)}
- po zastąpieniu zwykłego kopca kopcem Fibonacciego złożoność zmienia się na {\displaystyle O(E+V\log V)}

Pierwszy wariant jest optymalny dla grafów gęstych (czyli jeśli {\displaystyle E=\Theta (V^{2})}), drugi jest szybszy dla grafów rzadkich {\displaystyle (E=\Theta (V)),} trzeci jest bardzo rzadko używany ze względu na duży stopień skomplikowania i niewielki w porównaniu z nim zysk czasowy.

## Problemy i algorytmy pokrewne
Algorytm Dijkstry nie działa, jeśli w grafie występują krawędzie z ujemnymi wagami – w tym wypadku używa się wolniejszego, lecz bardziej ogólnego algorytmu Bellmana-Forda. Jeśli graf nie jest ważony (wszystkie wagi mają wielkość 1), zamiast algorytmu Dijkstry wystarczy algorytm przeszukiwania grafu wszerz.
Algorytm A* jest pewnym uogólnieniem algorytmu Dijkstry, które pozwala przeszukiwać tylko część grafu, jednak wymaga dodatkowej wstępnej informacji (heurystyki) o odległościach wierzchołków.
Algorytm Prima znajdowania minimalnego drzewa rozpinającego oparty jest na koncepcji bardzo podobnej do algorytmu Dijkstry.